# Adrián Chávez
Adrián Chávez Ortiz (27 de juny de 1962) és un exfutbolista mexicà.

## Selecció de Mèxic
Va formar part de l'equip mexicà a la Copa del Món de 1994.